# Bauhinia buscalionii
Bauhinia buscalionii är en ärtväxtart som beskrevs av Giovanni Ettore Mattei. Bauhinia buscalionii ingår i släktet Bauhinia och familjen ärtväxter. Inga underarter finns listade i Catalogue of Life.